# Renato I de Rohan
Renato I de Rohan (1516-1552) 18.º vizconde 18° de Rohan, vizconde y  príncipe de Léon, y marqués de Blain casado con Isabel de Navarra hija del rey Juan III de Navarra y Catalina de Foix, la reina de Navarra.

## Vida
Renato era hijo de  Pierre II de Rohan y de Ana de Rohan, quien a su muerte transmitió los títulos heredados de su hermano Jacques de Rohan, el cual murió sin herederos.
Margarita de Angulema, hermana de Francisco I de Francia era la tutora de Renato, y dispuso que Renato se casase con su cuñada Isabel. Esto introdujo el protestantismo en la Casa de Rohan. Una familia que lucharía del lado protestante en las Guerras de religión de Francia.
Renato I de Rohan murió en 1552 combatiendo en la frontera alemana durante el asedio de Metz.

## Descendencia
Renato I de Rohan e Isabel de Navarra tuvieron cinco hijos:
1. Francisca de Rohan, casada con Jacobo de Saboya-Nemours
2. Luis de Rohan, señor de Gié
3. Enrique I de Rohan, el 19° vizconde de Rohan.[2]
4. Jean de Rohan, casado con Diane de Barbançon[2]
5. Renato II de Rohan, 20° vizconde de Rohan, padre de Enrique de Rohan, casado con Catalina de Parthenay[2]. Con sus esfuerzos en las Guerras de religión de Francia daría lugar a que Luis XIII de Francia firmara el Tratado de Montpellier reafirmando el Edicto de Nantes poniendo así fin a las  Primera rebelión hugonote de las rebeliones hugonotes (también conocidas como las guerras de Rohan).